# Leandro Ezquerra
Leandro Ezquerra de León (Montevideo, 5 giugno 1986) è un ex calciatore uruguaiano, di ruolo centrocampista.

## Carriera
Ha giocato nella prima divisione uruguaiana.

## Palmarès

### Club

#### Competizioni nazionali
- Segunda División Profesional de Uruguay: 1

River Plate Montevideo: 2004